# Spilosoma jankowskii
Spilosoma jankowskii är en fjärilsart som beskrevs av Charles Oberthür 1881. Spilosoma jankowskii ingår i släktet Spilosoma och familjen björnspinnare. Inga underarter finns listade i Catalogue of Life.